# 大丰西站
大丰西站位于江苏省盐城市大丰区刘庄镇，是新长铁路上的中间站。车站于2006年12月18日开办货运业务，2007年开办客运业务。但是由于车站所处位置交通不便，大丰西站的客流较低，最终于2009年关闭了客运业务。车站目前为上海局集团新长车务段盐城车间管理的四等站，目前仅办理货运业务。
2022年车站新建往大丰港的铁路专用线，全长17.949千米，设有大丰港站和大丰物流中心，预留大丰南站，预计2024年2月竣工。